# Gmina Żarów
Die Gmina Żarów [ˈʒaruf] ist eine Stadt- und Landgemeinde im Powiat Świdnicki (deutsch Schweidnitz) der Woiwodschaft Niederschlesien in Polen. Ihr Sitz ist die gleichnamige Stadt (Saarau) mit etwa 6650 Einwohnern.

## Geografie
Die Gemeinde liegt südlich der Mitte der W. Breslau liegt etwa 30 Kilometer nordwestlich, die Kreisstadt Świdnica (Schweidnitz) acht Kilometer südlich. Nachbargemeinden sind Udanin und Kostomłoty im Norden, Mietków im Osten, Marcinowice im Südosten, Świdnica im Süden, Jaworzyna Śląska im Südwesten und Strzegom im Westen.

## Geschichte
Im Jahr 1954 wurde Żarów zur Stadt erhoben und die Landgemeinde in Gromadas aufgelöst. Die 1973 wieder gegründete Landgemeinde wurde 1990/1991 mit der Stadtgemeinde zur Stadt- und Landgemeinde vereinigt. Von 1975 bis 1998 gehörte das Gebiet zur Woiwodschaft Wałbrzych.

## Gliederung
Zur Stadt-und-Land-Gemeinde Żarów gehören die Stadt selbst und 17 Dörfer (deutsche Namen bis 1945) mit einem Schulzenamt (sołectwo):
- Bożanów (Eckersdorf)
- Buków (Bockau)
- Gołaszyce (Gohlitsch)
- Imbramowice (Ingramsdorf)
- Kalno (Kallendorf)
- Kruków (Raaben)
- Łażany (Laasan)
- Marcinowiczki (Klein Merzdorf)
- Mielęcin (Pfaffendorf)
- Mikoszowa (Niklasdorf)
- Mrowiny (Konradswaldau)
- Pożarzysko (Hohenposeritz)
- Przyłęgów (Preilsdorf)
- Pyszczyn (Pitschen)
- Siedlimowice (Schönfeld)
- Wierzbna (Würben)
- Zastruże (Sasterhausen)

Kleinere Ortschaften der Gemeinde sind Kalno-Wostówka (Kalendorf und Neu Sorgau) und Tarnawa (Tarnau).

## Gemeindepartnerschaften
- Nymburk, Tschechien
- Újfehértó, Ungarn
- Lohmar, Deutschland

## Persönlichkeiten
- Wilhelm Wolff (1809–1864), Publizist, Politiker, Weggefährte von Karl Marx und Friedrich Engels und Mitbegründer des Bundes der Kommunisten, geboren in Tarnau
- Christa Susanne Dorothea Kleinert (1925–2004), deutsche Ökonomin, wuchs zwischen 1928 und 1936 bei ihren Großeltern in Saarau auf; Grabmal auf dem Cmentarz komunalny, Żarów
- Klaus von Beyme (1934–2021), deutscher Politologe
- Zbigniew Chlebowski (* 1964), polnischer Politiker, 1990 bis 2001 Bürgermeister von Żarów